# Điện Đông Các
Điện Đông Các (chữ Hán: 東閣殿) nằm ở góc Đông Nam trong tử cấm thành, phía sau Tả Vu, phía Nam của Duyệt Thị đường, là nơi để lưu trữ văn thư trong Nội các. Công trình này còn được gọi là Thư viện Nội Các, được xây dựng năm Minh Mạng thứ 6 (1826). 

## Lịch sử
Năm Minh Mệnh thứ 7 (1826), để lưu trữ văn thư trong Nội các, vua Minh Mệnh đã cho xây một nhà riêng gọi là Đông các, tọa lạc tại đằng sau Tả vu trong Tử Cấm Thành. Để vào được khu vực này các nhân viên Văn thư phòng hoặc Nội các mà nhập trực trong Đông các phải có “Nhập các nha bài”. Chịu trách nhiệm quản lí và đứng đầu điện là Đông Các Đại học sĩ (閣殿大學士) hàm Chánh nhất phẩm văn giai. Là 1 trong Tứ trụ triều đình dưới thời Nguyễn và là thành viên của Cơ Mật viện và Hội đồng Phụ chính.
Ở tầng trên của tòa nhà này, nhà vua đã cho lưu trữ các loại văn kiện và sử sách sau:
- Tất cả các hiệp ước mà triều đình Nguyễn đã ký với nước ngoài.
- Các văn thư ngoại giao với các nước ngoài.
- Các tập thơ văn do các vua Nguyễn làm ra.
- Các bản địa đồ quốc gia, từng tỉnh và các nước khác trên thế giới và nhiều tập châu bản của các triều vua Nguyễn.

Năm 1933, vua Bảo Đại cho thiết lập Ngự Tiền Văn Phòng ở góc Đông Bắc trong Tử Cấm Thành, bên trái điện Kiến Trung, thay thế chức năng cho Thư viện Nội Các. Từ đây, điện Đông Các bị bỏ hoang, đến năm 1947, điện Đông Các bị phá hủy cùng nhiều công trình trong hoàng thành.